# Henri de Dion
Graaf Henri de Dion (Montfort-l'Amaury, 23 december 1828 – Parijs, 13 april 1878) was een Franse ingenieur.
De Dion ontwierp samen met Eugène Flachat de brug van Langon. In 1854 restaureerde hij de kathedraal van Bayeux met zijn broer Joseph-Louis-Adolphe.

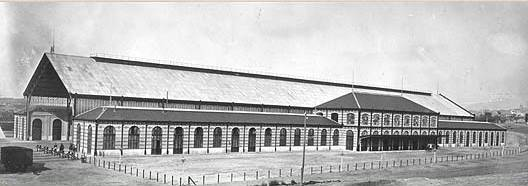
Station van Delicias te Madrid

Hij bouwde verschillende spoorbruggen in Spanje en het station van Delicias te Madrid. In 1862 bouwde hij een suikerfabriek in Guadeloupe.
Zijn specialiteit was de sterkteleer. Hij gaf daar les in en een van zijn leerlingen was Gustave Eiffel.
De Dion kwam terug naar Frankrijk in 1870 en bouwde tijdens de oorlog redoutes bij Champigny terwijl hij onder Duits artillerievuur lag.

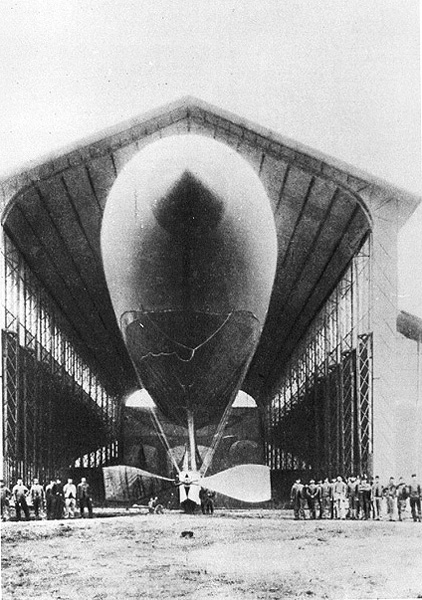
La France in hangar Y

Hij ontwierp metaalconstructies voor de Wereldtentoonstelling van 1878 maar stierf voor ze waren voltooid. Delen ervan werden later gebruikt voor een hangar voor luchtschepen (Hangar Y) in Meudon.
De Dion overleed op 49-jarige leeftijd. Hij is een van de 72 Fransen wier namen in reliëf op de Eiffeltoren zijn aangebracht.